# Richard Romanus
Richard Romanus (* 28. Februar 1943 in Barre, Vermont; † 23. Dezember 2023 in Volos, Griechenland) war ein US-amerikanischer Schauspieler, Drehbuchautor und Filmproduzent.

## Leben
Richard Romanus war Sohn von Eileen Maloof und des Zahnarztes Raymond Romanos. Sein jüngerer Bruder ist der Schauspieler Robert Romanus. Er war libanesischer Abstammung und wuchs als katholischer Maronit auf. Er lebte in West Hartford, Connecticut, und machte 1964 seinen Abschluss in Philosophie an der Xavier University in Cincinnati, Ohio. Ursprünglich strebte er eine juristische Laufbahn an. Nachdem er ein Jahr lang an der University of Connecticut studiert hatte, brach er sein Studium ab, zog nach New York City und belegte Schauspielunterricht an Lee Strasbergs Actors Studio. Nach seinem Leinwanddebüt 1968 im Horrorfilm The Ghastly Ones hatte er seine erste große Rolle als Michael Longo an der Seite von Harvey Keitel, Robert De Niro und David Proval in Martin Scorseses Gangsterfilm Hexenkessel. Sein Schaffen umfasst mehr als 70 Produktionen, zuletzt trat er 2003 in Erscheinung.
Romanus war seit 1985 in zweiter Ehe mit der oscarnominierten Kostümbildnerin und Filmproduzentin Anthea Sylbert verheiratet. Er war Vater eines Sohnes.

## Filmografie (Auswahl)

### Film
- 1968: The Ghastly Ones
- 1973: Hexenkessel (Mean Streets)
- 1975: Russisches Roulette (Russian Roulette)
- 1977: Die Welt in 10 Millionen Jahren (Wizards)
- 1979: Weiße Sklavin der grünen Hölle (Gold of the Amazon Women)
- 1980: Leichte Beute (Sitting Ducks)
- 1981: Heavy Metal
- 1982: Freitag der 713 (Pandemonium)
- 1982: Hey Good Lookin’
- 1984: Mike Hammer – Ein Mord ist nicht genug
- 1984: Protocol – Alles tanzt nach meiner Pfeife (Protocol)
- 1986: Murphys Gesetz (Murphy’s Law)
- 1988: Der Couch-Trip (The Couch Trip)
- 1991: Oscar – Vom Regen in die Traufe (Oscar)
- 1993: Codename: Nina (Point of No Return)
- 1994: Cops & Robbersons – Das haut den stärksten Bullen um (Cops and Robbersons)
- 1998: Anna und der Geist (Giving Up the Ghost)
- 2001: Zerrissenes Glück (Nailed)

### Serie
- 1974: Kojak – Einsatz in Manhattan (Folge Spiel mit gezinkten Karten)
- 1978: Detektiv Rockford – Anruf genügt (Folge Immobilienhaie)
- 1979: Drei Engel für Charlie (Charlie's Angels; Folge Pleite eines Gauners)
- 1979–1980: Die Schnüffler (Tenspeed and Brown Shoe, zwei Folgen)
- 1980: Hart aber herzlich (Hart to Hart) (Fernsehserie, Folge: Die Doppelgängerin)
- 1981–1982: Strike Force (20 Folgen)
- 1983–1986: Das A-Team (The A-Team, zwei Folgen)
- 1985–1986: MacGyver (zwei Folgen)
- 1986: Polizeirevier Hill Street (Hill Street Blues, zwei Folgen)
- 1999–2003: Die Sopranos (The Sopranos, drei Folgen)